# Celine Holst Elkjær
Celine Holst Elkjær (født 25. maj 1997 i Skanderborg) er en tidligre kvindelig dansk håndboldspiller der har spiller for Aarhus United, HH Elite, Skanderborg Håndbold og HC Odense
I april 2022 medelte Celine at hun stopper sin karriere for at passe sine studier  